# Ana Roja
Ana Roja, menționată uneori Ana Rozsa Vasiliu, (în maghiară Anna Rózsa; n. 10 februarie 1898 – d. 8 aprilie 1987) a fost o solistă a Operei de Stat din Cluj, distinsă cu titlul de artist emerit.

## Biografii
A copilărit în Statele Unite ale Americii. A studiat canto ca mezzosoprană la Școala de Muzică din Craiova.

## Distincții
- Ordinul Muncii clasa a II-a (8 martie 1951)[2]
- titlul de Artist Emerit al Republicii Populare Române (28 aprilie 1951)[3]
- Ordinul „Meritul Cultural” clasa I (12 septembrie 1968) „pentru activitate îndelungată și merite deosebite în activitatea muzicală”[4]